# Генкель, Алексей Александрович
Алексе́й Алекса́ндрович Ге́нкель (22 ноября (5 декабря) 1908, Санкт-Петербург — 14 мая 1942, Верховский район, Орловская область) — советский геоботаник, болотовед. Директор пермского университета марксизма-ленинизма.
Один из составителей карты растительности Пермской области,  исследователь болот и торфяников Западно-Сибирской лесостепи, Южного Урала, Белоруссии, долины Камы и островной Кунгурской лесостепи. Одним из первых, основываясь на составе торфа и данных споро-пыльцеватых анализов, пытался воссоздать историю развития растительности различных мест страны.

## Биография
Родился в Санкт-Петербурге в семье известного биолога А. Г. Генкеля. Брат Павла и Марии Генкель. Затем семья переехала в Пермь, где он получил среднее и высшее образование.
Окончил естественное отделение педагогического факультета Пермского университета (1925–1929).
В 1929–1941 годах работал в Пермском университете, сначала ассистентом, затем доцентом на кафедре ботаники.
В 1937 году А. А. Генкель возглавил университет марксизма-ленинизма при Пермском доме учёных, став его первым заведующим.
В первый год занятия посещали 81 человек: 13 профессоров, 28 доцентов и 40 ассистентов и младших научных сотрудников БиоНИИ. Работа университета велась по двухгодичной системе... Занятия проводились в субботу и воскресенье, и очень скоро, кроме записавшихся, их стали посещать еще 35–40 вольнослушателей. Популярность университета марксизма-ленинизма была большой, и в 1938 г. прием даже ограничили до 200 научных работников... К лету 1941 г. все профессора, доценты и ассистенты университета окончили университет марксизма-ленинизма.
Участвовал в Великой Отечественной войне, служил в Свердловске, Уфалее, Уфе. Учился в школе минометчиков в Оренбурге, которую окончил в звании младшего лейтенанта. Умер в полевом госпитале от воспаления легких.

## Научная деятельность
Во время учёбы в Пермском университете, в 1925 и 1926 году вместе с А. Г. Генкелем и П. А. Генкелем работал в экспедиции Комитета Северного морского пути, базировавшейся на ледоколах «Малыгин» и «Седов», изучая кормовую базу рыб Карского моря.
В 1927 году, ещё будучи студентом, в должности геоботаника А. А. Генкель вместе с П. Н. Красовским участвовал в экспедиции в междуречье Тобола и его притока Ишима (тогда Курганский округ Уральской области) под руководством почвоведа В. В. Никитина  с целью изучения почв, растительности и животного мира лесостепного Зауралья.
В 1927–1929 годы А. А. Генкель и П. Н. Красовский изучали Западно-Сибирскую лесостепь. А. А. Генкель исследовал водную и болотную флору, обнаружив 320 видов различных растений и описав растительность свыше 60 болот, собрал гербарий и образцы торфа. Изучая болота, А. А. Генкель опирался на опыт болотоведа В. С. Доктуровского, который одним из первых в стране применил метод спорово-пыльцевого анализа: этот метод он успешно использовал при исследовании торфяников карстовых воронок Кунгурской лесостепи.
Исследования А. А, Генкеля были посвящены различным формациям лесов, болот, торфяников; они охватили обширную территорию Пермской области, охарактеризовали её растительность в целом и послужили основой для геоботанического районирования и составления карты растительности Пермской области (при сотрудничестве с В. А. Крюгером).
В предвоенные годы им были проведены большие работы по изучению болот. Эти исследования захватили болота и торфяники  Западно-Сибирской лесостепи, Южного Урала, Белоруссии, долины Камы и островной Кунгурской лесостепи. Они осветили растительность, строение, жизнь, возраст торфяников и отчасти историю лесной растительности по данным пыльцевого анализа торфа.
Помимо районирования торфяников края, анализа особенностей болотообразовательного процесса в Прикамье, а также типов болот этой территории, основываясь на составе торфа и данных споро-пыльцеватых анализов, воссоздавал историю развития растительности Западного Урала.
А. А. Генкель пришел к заключению, что торфы хранят «записи» прошлого данной территории. По сохранившимся в торфе спорам и пыльце растений можно составить представление о былой растительности и, стало быть, о климатической обстановке, какой она была на Земле в отдельные исторические периоды.С. Ф. Николаев

## Разное
А. А. Генкель увлекался театром. Был хорошим актёром и  режиссёром, в течение многих лет руководил драматическим кружком студентов биологического факультета ПГУ, сам сочинял пьесы и стихи. В стихотворной комической форме изложил историю естествознания.
Участник Великой Отечественной войны, А. А. Генкель похоронен недалеко от места гибели, в д. Средней Верховского района Орловской области. В Верховской школе создан музей боевой славы, в котором одни из стендов посвящен истории его жизни.

## Избранные работы
- Генкель А. А., Крюгер В. А., Данилова М. М. Карта растительности Пермской области.
- Генкель А. А. Перспективы краеведческого изучения болот Курганского округа. Сб. «Курганский округ», Изд. Курган. общ. краевед. 1930. С. 60–75.
- Генкель А. А. Болота // Уральская советская энциклопедия. T. I. Свердловск; М., 1933. С. 449–456.
- Генкель А. А., Осташева Е. И. Висячие болота окрестностей горы Яман-Тау на Южном Урале // Изв. Пермского Биологического науч.-исслед. ин-та. 1933. Т. 8. Вып. 6–8. С. 233–251.
- Генкель А. А., Красовский П. Н. Материалы по изучению растительности древней террасы Камы и её торфяных болот. Изв. БНИИ при ПГУ, 9, 1–3, 1934; 51–60.
- Вахрушева В. А., Генкель А. А., Данилова М. М., Красовский П. Н. Основные черты эволюции растительности долин некоторых рек Западного Предуралья : (из материалов геоботанических экспедиций под руководством П. Н. Красовского). Пермь, 1937. 15–39 c. // Известия Пермского Биологического Научно-Исследовательского Института. Т. 9, вып. 1–3. Пермь, 1934.
- Генкель А. А., Красовский П. Н. Материалы по изучению растительности древней террасы р. Камы и её торфяных болот // Изв. Биологического науч.-исслед. ин-та при Пермском гос. ун-те. 1934. Т. 9, вып. 1-3. С. 41–56.
- Генкель А. А. Водная и болотная флора б. Курганского округа Западно-Сибирской лесостепи // Учён. зап. Пермского гос. ун-та. 1935. Т. 1. вып. 4. С. 3–28.
- Генкель А. А.  Материалы по изучению озёр, займищ, болот и торфяников Западно-Сибирской лесостепи / А. А. Генкель и П. Н. Красовский. Пермь : [б. и.], 1937. 75 c.
- Генкель А. А., Благовещенский В. В. К экологическому изучению фитоценозов Зайсанской полупустыни // Учён. зап. Пермского гос. ун-та. 1938. Т. 3, вып. 2. С. 5–45.
- Генкель А. А., Пономарёв А. Н. Ботанико-географические экскурсии в окрестностях г. Перми // Учён. зап. Пермского гос. пед. ин-та. 1940. Вып. 7. С. 3–102.
- Генкель А. А., Лебедева  А. П. О возрасте торфяных в аллювиях Камы // Учён. зап. Пермского гос. ун-та. 1940. Т. 4. вып. I. С. 153–165.
- Генкель А. А. Торфяники воронок Кунгурского карста //  Сборн «Землеведение», 4, 1957; 81–98.
- Генкель А. А. Болота Пермской области. Учен.зап./ Перм. пед. ин-т, 1974, т. 131. Вып. 2. С. 4–85.